# Силва, Леандру
Леа́ндру Си́лва (порт.-браз. Leandro Silva; род. 11 ноября 1985, Сан-Паулу) — бразильский боец смешанного стиля, представитель лёгкой и полусредней весовых категорий. Выступает на профессиональном уровне начиная с 2008 года, известен по участию в турнирах таких бойцовских организаций как UFC, ACB, Pancrase и др. Участник бойцовского реалити-шоу The Ultimate Fighter.

## Биография
Леандру Силва родился 11 ноября 1985 года в Сан-Паулу. В молодости серьёзно занимался бразильским джиу-джитсу, получив в этой дисциплине чёрный пояс от мастера Росиана Грейси, также с двадцати лет практиковал тайский бокс.

### Начало профессиональной карьеры
Дебютировал в смешанных единоборствах на профессиональном уровне в мае 2008 года, выиграв у своего соперника Вискарди Андради единогласным решением судей. Тем не менее, уже во втором своём поединке с тем же результатом потерпел поражение от Андре Сантуса. Дрался преимущественно в небольших бразильских промоушенах, таких Amerad Fighter, Super Power Combat, Nitrix Champion Fight. Практически из всех поединков выходил победителем, лишь в одном случае была зафиксирована ничья.
В 2013 году попал в число участников второго бразильского сезона популярного бойцовского реалити-шоу The Ultimate Fighter, однако уже на отборочном этапе был остановлен чемпионом мира по БЖЖ Давидом Виейрой.

### Ultimate Fighting Championship
Несмотря на неудачное выступление в TUF, в июне 2013 года Силва получил возможность подраться у крупнейшей бойцовской организации мира Ultimate Fighting Championship — вышел на коротком уведомлении на бой против соотечественника Илдемара Алкантары и по итогам трёх раундов проиграл единогласным судейским решением.
Около года ему пришлось выступать в различных менее престижных организациях, в том числе в японской Pancrase, но в этот период он сделал серию из пяти побед подряд и благодаря череде удачных выступлений вновь удостоился эксклюзивного контракта с UFC.
В сентябре 2014 года встретился в октагоне с соотечественником Франсиску Триналду и уступил ему по очкам единогласным решением. Позже вышел в клетку против американца Чарли Бреннемана и в первом же раунде заставил его сдаться, выполнив удушающий приём сзади.
Поединок против Дрю Добера в марте 2015 года закончился неоднозначно. Во втором раунде в течение некоторого времени Силва пытался провести «гильотину», и в конечном счёте рефери остановил бой, засчитав ему победу технической сдачей. При этом Добер всё время находился в сознании, пытаясь освободиться от приёма, и никак не сигнализировал о сдаче. Впоследствии рефери Эдуарду Эрди признал свою ошибку, и Бразильская атлетическая комиссия ММА приняла решение об отмене результата боя.
Далее в 2015 году последовали победы единогласными решениями над новичком организации Левисом Гонсалесом и мексиканцем Эфраином Эскудеро, победителем восьмого сезона TUF.
В 2016 году Силва провёл в UFC два боя и оба проиграл по очкам: сначала раздельным решением уступил канадцу Джейсону Сагго, затем с единогласным решением потерпел поражение от россиянина Рустама Хабилова. На этих двух поражениях его сотрудничество с организацией подошло к концу.

### Absolute Championship Berkut
Покинув UFC, Леандру Силва подписал контракт с крупной российской организацией Absolute Championship Berkut и в январе 2017 года успешно дебютировал здесь, выиграв техническим нокаутом за 38 секунд у американца Пэта Хили. Позже в том же году проиграл по очкам Джошуа Авелесу и победил Ислама Макоева.

## Статистика в профессиональном ММА
| Боёв 33         | Побед 23 | Поражений 8 |
| --------------- | -------- | ----------- |
| Нокаутом        | 3        | 0           |
| Сдачей          | 10       | 0           |
| Решением        | 10       | 8           |
| Ничьи           | 1        | 1           |
| Не состоявшихся | 1        | 1           |

| Результат    | Рекорд     | Соперник                     | Способ                                 | Турнир                                                          | Дата             | Раунд | Время | Место                           | Примечание                                                       |
| ------------ | ---------- | ---------------------------- | -------------------------------------- | --------------------------------------------------------------- | ---------------- | ----- | ----- | ------------------------------- | ---------------------------------------------------------------- |
| Поражение    | 23-8-1 (1) | Максим Швец                  | Единогласное решение                   | ProFC 65                                                        | 19 мая 2019      | 3     | 5:00  | Ростов-на-Дону, Россия          |                                                                  |
| Победа       | 23-7-1 (1) | Тилек Машрапов               | KO/TKO                                 | Titan FC 52: Soares vs. Uruguai                                 | 25 января 2019   | 2     | 4:39  | Форт-Лодердейл, США             |                                                                  |
| Победа       | 22-7-1 (1) | Пауло Бананада               | Единогласное решение                   | Kumite 1 League                                                 | 30 сентября 2018 | 3     | 5:00  | Мумбаи, Индия                   |                                                                  |
| Поражение    | 21-7-1 (1) | Али Багов                    | Единогласное решение                   | ACB 80                                                          | 16 февраля 2018  | 3     | 5:00  | Краснодар, Россия               |                                                                  |
| Победа       | 21-6-1 (1) | Ислам Макоев                 | Единогласное решение                   | ACB 73                                                          | 21 октября 2017  | 3     | 5:00  | Рио-де-Жанейро, Бразилия        |                                                                  |
| Поражение    | 20-6-1 (1) | Джошуа Авелес                | Единогласное решение                   | ACB 65                                                          | 22 июля 2017     | 3     | 5:00  | Шеффилд, Англия                 |                                                                  |
| Победа       | 20-5-1 (1) | Пэт Хили                     | TKO (удары руками)                     | ACB 51                                                          | 13 января 2017   | 1     | 0:38  | Ирвайн, США                     |                                                                  |
| Поражение    | 19-5-1 (1) | Рустам Хабилов               | Единогласное решение                   | UFC Fight Night: Arlovski vs. Barnett                           | 3 сентября 2016  | 3     | 5:00  | Гамбург, Германия               |                                                                  |
| Поражение    | 19-4-1 (1) | Джейсон Сагго                | Раздельное решение                     | UFC Fight Night: MacDonald vs. Thompson                         | 18 июня 2016     | 3     | 5:00  | Оттава, Канада                  |                                                                  |
| Победа       | 19-3-1 (1) | Эфраин Эскудеро              | Единогласное решение                   | The Ultimate Fighter Latin America 2 Finale: Magny vs. Gastelum | 21 ноября 2015   | 3     | 5:00  | Монтеррей, Мексика              |                                                                  |
| Победа       | 18-3-1 (1) | Левис Гонсалес               | Единогласное решение                   | UFC Fight Night: Machida vs. Romero                             | 27 июня 2015     | 3     | 5:00  | Холливуд, США                   | Бой в полусреднем весе; Гонсалес провалил взвешивание (78,9 кг). |
| Не состоялся | 17-3-1 (1) | Дрю Добер                    | NC (результат отменён)                 | UFC Fight Night: Maia vs. LaFlare                               | 21 марта 2015    | 2     | 2:45  | Рио-де-Жанейро, Бразилия        | Силва выиграл сдачей, но результат был отменён.                  |
| Победа       | 17-3-1     | Чарли Бреннеман              | Сдача (удушение сзади)                 | UFC Fight Night: Shogun vs. Saint Preux                         | 8 ноября 2014    | 1     | 4:15  | Уберландия, Бразилия            |                                                                  |
| Поражение    | 16-3-1     | Франсиску Триналду           | Единогласное решение                   | UFC Fight Night: Bigfoot vs. Arlovski                           | 13 сентября 2014 | 3     | 5:00  | Бразилиа, Бразилия              |                                                                  |
| Победа       | 16-2-1     | Жилсон Ломанту               | TKO (удары)                            | MMA Super Heroes 5                                              | 2 августа 2014   | 1     | 3:50  | Сан-Паулу, Бразилия             |                                                                  |
| Победа       | 15-2-1     | Линдеклесиу Оливейра Батиста | Сдача (гильотина)                      | MMA Super Heroes 4                                              | 30 мая 2014      | 3     | 0:25  | Сан-Паулу, Бразилия             |                                                                  |
| Победа       | 14-2-1     | Ёсиаки Такахаси              | Единогласное решение                   | Pancrase: 257                                                   | 30 марта 2014    | 3     | 5:00  | Иокогама, Япония                |                                                                  |
| Победа       | 13-2-1     | Карлус Леал Миранда          | Единогласное решение                   | Talent MMA Circuit 5: Campinas 2013                             | 23 ноября 2013   | 3     | 5:00  | Сан-Паулу, Бразилия             |                                                                  |
| Победа       | 12-2-1     | Вилсон Тейшейра Насименту    | Сдача (удушение сзади)                 | Bitetti Combat 16                                               | 19 июля 2013     | 2     | 3:32  | Рио-де-Жанейро, Бразилия        |                                                                  |
| Поражение    | 11-2-1     | Илдемар Алкантара            | Единогласное решение                   | UFC on Fuel TV: Nogueira vs. Werdum                             | 8 июня 2013      | 3     | 5:00  | Форталеза, Бразилия             | Бой в полусреднем весе.                                          |
| Победа       | 11-1-1     | Крис Уилсон                  | Раздельное решение                     | Predador FC 23                                                  | 9 марта 2013     | 3     | 5:00  | Сан-Жозе-ду-Риу-Прету, Бразилия | Дебют в лёгком весе.                                             |
| Победа       | 10-1-1     | Жилмар Дутра Лима            | Единогласное решение                   | Nitrix Champion Fight 12                                        | 18 августа 2012  | 3     | 5:00  | Блуменау, Бразилия              |                                                                  |
| Победа       | 9-1-1      | Франклин Женсен              | Единогласное решение                   | Nitrix Champion Fight 11                                        | 5 мая 2012       | 3     | 5:00  | Жоинвили, Бразилия              |                                                                  |
| Победа       | 8-1-1      | Селсу Безерра                | Сдача (удушение сзади)                 | The Coliseum 1                                                  | 13 апреля 2012   | 1     | 2:02  | Рибейран-Прету, Бразилия        |                                                                  |
| Победа       | 7-1-1      | Жулиу Рафаэл Родригес        | Сдача (удушение сзади)                 | Valiant Fighters Championship 8                                 | 8 декабря 2011   | 2     | 1:29  | Порту-Алегри, Бразилия          |                                                                  |
| Ничья        | 6-1-1      | Жилмар Дутра Лима            | Ничья                                  | Kumite MMA Combate                                              | 28 октября 2011  | 3     | 5:00  | Баруэри, Бразилия               |                                                                  |
| Победа       | 6-1        | Лоуренсу Филью               | Сдача (удушение сзади)                 | Super Power Combat                                              | 8 октября 2011   | 1     | 1:27  | Сан-Паулу, Бразилия             |                                                                  |
| Победа       | 5-1        | Марсиу Алвес                 | Сдача (удушение сзади)                 | Fight Stars                                                     | 14 сентября 2011 | 2     | 3:03  | Сан-Паулу, Бразилия             |                                                                  |
| Победа       | 4-1        | Дейвид Сантус                | Сдача (треугольник руками)             | Full Heroes Battle 4                                            | 25 июня 2011     | 1     | 3:09  | Паранагуа, Бразилия             |                                                                  |
| Победа       | 3-1        | Фернанду Лима                | Техническая сдача (треугольник руками) | Amerad Fighter                                                  | 17 июня 2011     | 2     | 2:01  | Сан-Паулу, Бразилия             |                                                                  |
| Победа       | 2-1        | Осмар Осмар                  | Сдача (рычаг локтя)                    | Blessed Fight 2                                                 | 22 мая 2009      | 2     | 3:20  | Сан-Паулу, Бразилия             |                                                                  |
| Поражение    | 1-1        | Андре Сантус                 | Единогласное решение                   | Kawai Arena 1                                                   | 13 декабря 2008  | 3     | 5:00  | Сан-Паулу, Бразилия             |                                                                  |
| Победа       | 1-0        | Вискарди Андради             | Единогласное решение                   | Beach Fight Festival                                            | 10 мая 2008      | 3     | 5:00  | Сан-Паулу, Бразилия             |                                                                  |